# Iglesia de Cristo Rey (Nuuk)
La Iglesia de Cristo Rey (en danés: Krist Konge Kirke) es el nombre que recibe un edificio religioso que está afiliado a la Iglesia católica y se localiza en la ciudad de Nuuk, la capital de Groenlandia, un territorio dependiente con estatus de país autónomo del Reino de Dinamarca en América del Norte.
El templo sigue el rito romano o latino y depende de la diócesis católica de Copenhague, con sede en Dinamarca. A pesar de que el catolicismo llegó a Groenlandia alrededor del año 1000 de la mano de los colonos islandeses cuando se construyeron las primeras iglesias en la isla, en el siglo XV la mayoría de los colonos había abandonado el lugar o había muerto. Tras tres siglos de desaparición, el cristianismo que volvió a la isla en 1723 de la mano del danés Hans Eddge, imponiendo la religión del estado de Dinamarca; La Iglesia Evangélica Luterana de Dinamarca. Hoy la mayoría de la congregación está formada por extranjeros y un pequeño grupo de locales. En 1980 las hermanas de Jesús establecieron un pequeño convento.